# Уста Гамбар Карабаги
Уста Гамбар Карабаги (азерб. Usta Qəmbər Qarabağı) (1830-е, Шуша, Российская империя — 1905, Шуша, Российская империя) — азербайджанский живописец-орнаменталист, автор ярких декоративных росписей яичной темперой (растительные и зооморфные мотивы) в интерьере Дворца шекинских ханов, в домах Сафи-бека, Рустамова и Мехмандарова в Шуше и др.

## Творчество

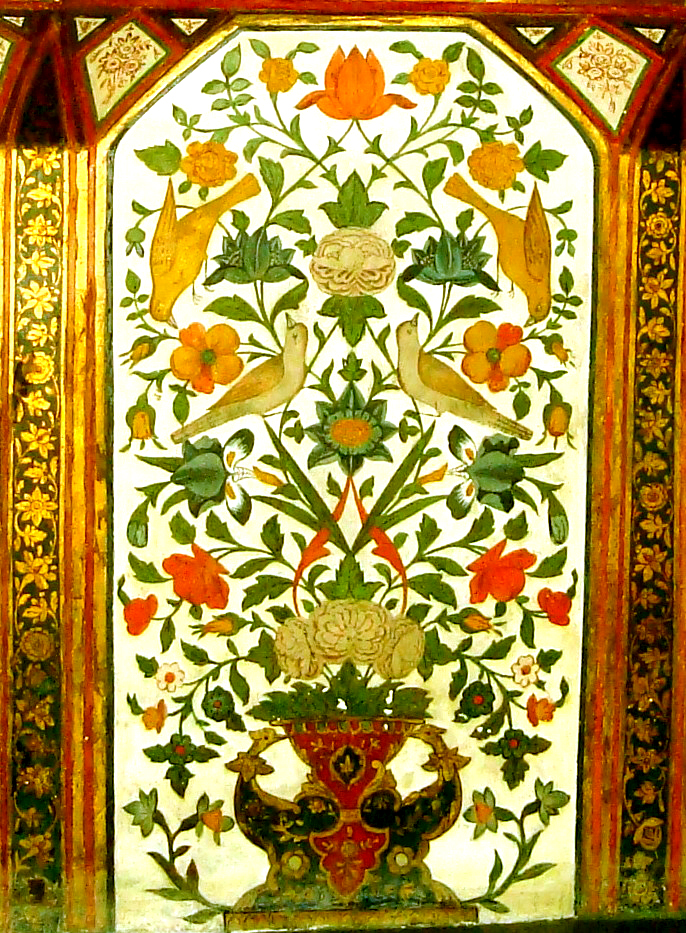
Роспись дворца шекинских ханов в Шеки. XIX век. Фрагмент.

В творчестве Уста Гамбара Карабаги нашли место национальные традиции стенной росписи, в которых можно обнаружить наиболее ценное в наследии азербайджанского искусства. Чеканная отделка и богатство композиционных и цветовых решений наблюдаются в его тонком графическом рисунке сложного растительного орнамента. В разветвлённые узоры цветов и растений художник вводит изображения животных и фантастических существ. Роспись также не нарушает плоскостность стены, и даже подчеркивает её конструктивные архитектурные детали.
Поздние работы Карабаги, сохраняя мастерство старинных декоративных росписей отличаются нарастанием реалистических черт в трактовке отдельных изобразительных мотивов. Так, известно выполненное им панно в доме Мехмандарова в городе Шуша (Карабах), где изображения оленей и гранатового дерева, к примеру, отличаются большой свободой и сочностью форм. Художник творит на основе как ранее сложившихся канонизированных схем, так непосредственных наблюдений.

## Галерея

Росписи во дворце шекинских ханов в Шеки
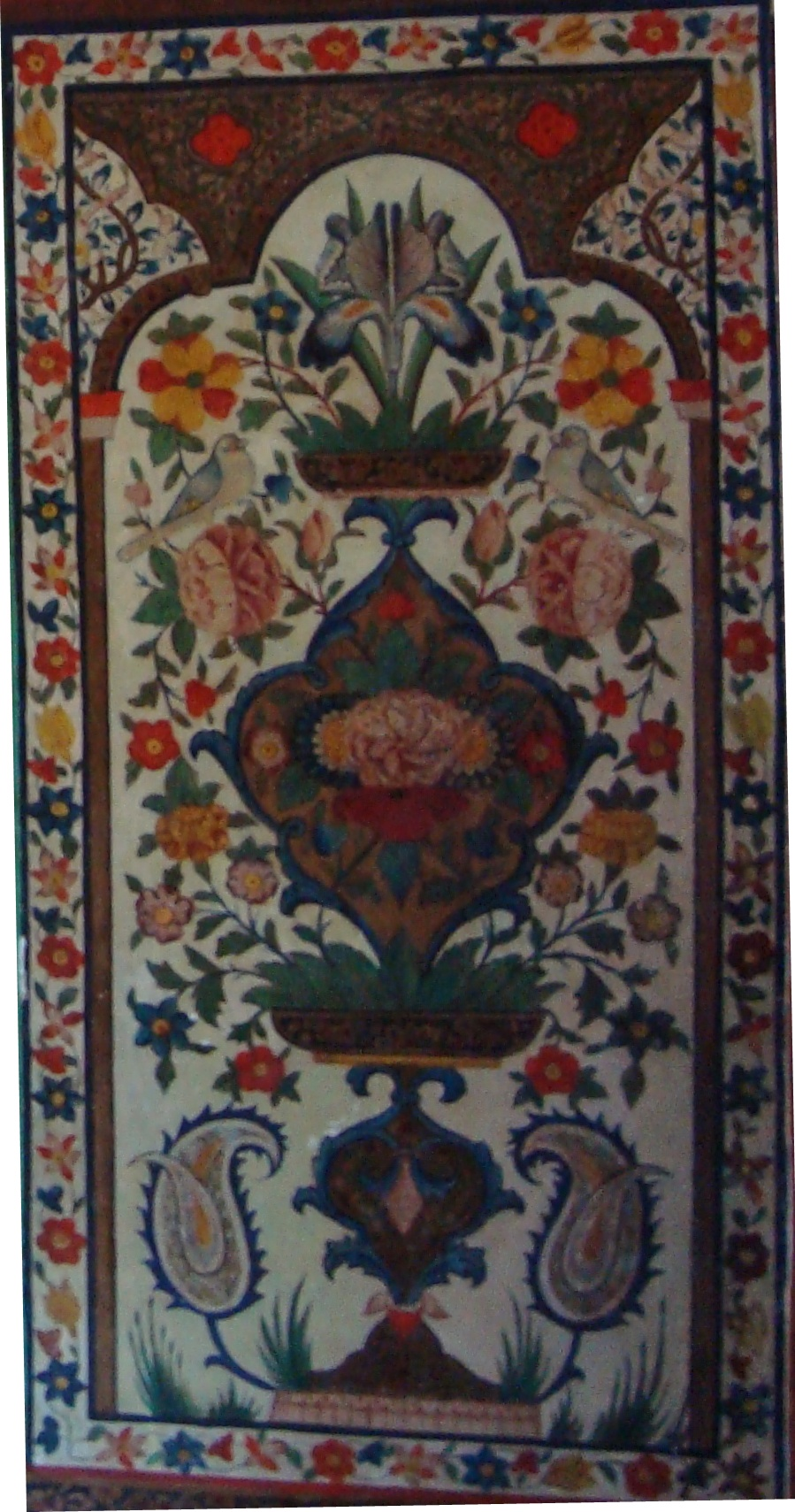
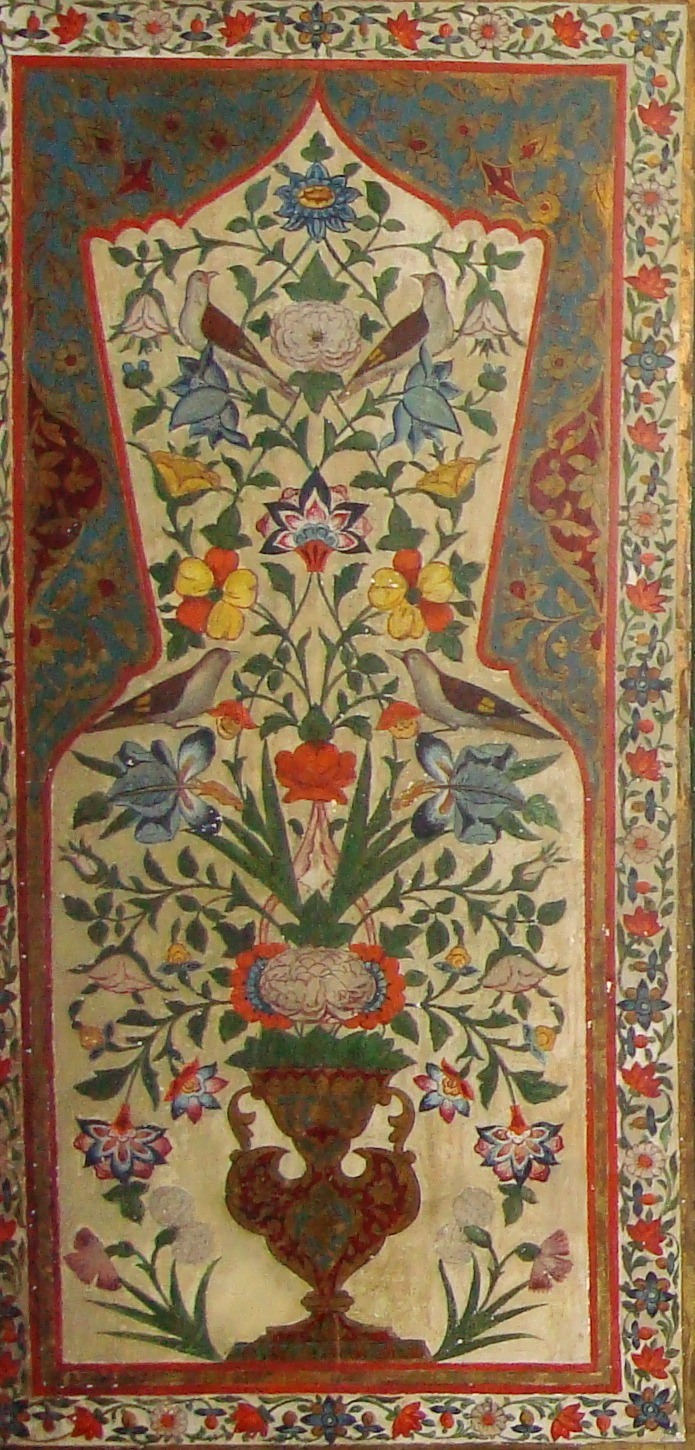